# Vitis rupestris
Vitis rupestris és una espècie de vinya, originària del sud-est dels Estats Units i Mèxic. És una planta no enfiladissa espessa, que no creix sota l'ombra i es va trobar en prats drenats d'aigua. És utilitzada per a formar hibrids amb l'espècie europea Vitis vinifera i amb altres espècies americanes que sonsónsistents a la fil·loxera, El pasturatge ha forçat a cultivar-les a prop de rierols menys utilitzats pel bestiar.

## Distribució i ecologia
La distribució natural de Vitis rupestris es concentra als turons Ozark de Missouri i Arkansas. L'espècie és menys freqüent en poblacions disperses a l'est com Pennsilvània i al sud-oest fins a Oklahoma i Texas. Hi ha alguns estudis de les espècies que es produeixen a la zona de la Badia de San Francisco a Califòrnia, però és probable que siguin dispersades de cultius.
Vitis rupestris és una planta arbustiva autosuficient que no creix a l’ombra i que només es troba a les riberes i als bancs de rius. Gran part del seu hàbitat ha estat destruït a causa de la presa de rius i la destrucció d'illes per a la navegació. La Vitis rupestris ha estat classificada com a espècie amenaçada a Indiana, Kentucky, Pennsilvània i Tennessee. Les localitzacions conegudes de Vitis rupestris salvatge desapareixen ràpidament, cosa que pot amenaçar el futur d'aquesta espècie de raïm.
També es pot trobar hibridada en parts de la seva àrea amb la Vitis riparia i altres espècies de Vitis.